# Spallanzania brasiliensis
Spallanzania brasiliensis là một loài ruồi trong họ Tachinidae.